# Okręg wyborczy South East Essex
Okręg wyborczy South East Essex powstał w 1885 r. i wysyłał do brytyjskiej Izby Gmin jednego deputowanego. Okręg południowo-wschodnią część hrabstwa Essex. Został zniesiony w 1950 r., ale przywrócono go ponownie w 1955 r. Ostatecznie zlikwidowano go w 1983 r.

## Deputowani do brytyjskiej Izby Gmin z okręgu South East Essex

### Deputowani w latach 1885–1950
- 1885–1886: William Makins
- 1886–1900: Carne Rasch, Partia Konserwatywna
- 1900–1906: Edward Tufnell
- 1906–1910: Rowland Whitehead, Partia Liberalna
- 1910–1912: John Kirkwood
- 1912–1918: Rupert Guinness, Partia Konserwatywna
- 1918–1923: Frank Hilder, Partia Konserwatywna
- 1923–1924: Philip Hoffman, Partia Pracy
- 1924–1929: Herbert Looker, Partia Konserwatywna
- 1929–1931: John Oldfield, Partia Pracy
- 1931–1945: Victor Raikes, Partia Konserwatywna
- 1945–1950: Ray Gunter, Partia Pracy

### Deputowani w latach 1955–1983
- 1955–1983: Bernard Braine, Partia Konserwatywna